# Muchalam, Basavakalyan
Muchalam là một làng thuộc tehsil Basavakalyan, huyện Bidar, bang Karnataka, Ấn Độ.